# Milestone (compañía)
Milestone Inc. (株式会社マイルストーン) fue una compañía japonesa desarrolladora de videojuegos arcade. Fueron más conocidos como desarrolladores de juegos Matamarcianos para la videoconsola Dreamcast (después del cese oficial de la producción) y por su equivalente en arcade, la Sega NAOMI.
Milestone estuvo compuesta por desarrolladores japoneses del arcade NAOMI quienes dejaron Compile para fundar su propia compañía.
Desde 2010, todos los videojuegos de disparos de Milestone han sido portados a Wii.

## Filiales
Milestone Vietnam Co., Ltd fue fundada el 1 de agosto de 2007, un desarrollador de software de juegos autorizado por Nintendo of America.

## Cierre
El presidente de la compañía, Hiroshi Kimura, inició una compañía de bioenergía llamada MS Bio Energy, para la cual se construyó una planta de bioetanol en Vietnam. MileStone violó la Ley de instrumentos financieros y bolsa (金融商品取引法 Kin'yū shōhin torihiki-hō?) en la venta de títulos para la nueva compañía, por lo cual Kimura fue arrestado.

## Juegos desarrollados
| Título                          | Publicación                       | Plataforma                                                                                 |
| ------------------------------- | --------------------------------- | ------------------------------------------------------------------------------------------ |
| Chaos Field                     | 16 de diciembre de 2004           | NAOMI, Dreamcast, GameCube y PlayStation 2.                                                |
| Radilgy                         | 16 de febrero de 2006             | NAOMI, Dreamcast, GameCube y PlayStation 2.                                                |
| Karous                          | 8 de marzo de 2007                | NAOMI y Dreamcast.                                                                         |
| Tank Beat                       | 30 de noviembre de 2006 (Japón)   | Nintendo DS.                                                                               |
| Tank Beat                       | 22 de mayo de 2007 (Norteamérica) | Nintendo DS.                                                                               |
| Ultimate Shooting Collection    | 2008                              | Wii. Recopilación de Chaos Field, Radilgy y Karous.                                        |
| Heavy Armor Brigade             | 2008                              | Nintendo DS.                                                                               |
| Illmatic Envelope               | 2008                              | NAOMI y Wii.                                                                               |
| Hula Wii                        | 2008                              | Wii.                                                                                       |
| Radirgy Noa                     | 2009                              | NAOMI.                                                                                     |
| Radirgy Noa                     | 2010                              | Wii.                                                                                       |
| Project Cerberus                | 2010                              | PSP. NAOMI cancelado.                                                                      |
| Twinkle Queen                   | 2010                              | Wii.                                                                                       |
| Radirgy Noa Massive             | 2010                              | Xbox 360.                                                                                  |
| Milestone Shooting Collection 2 | 2010                              | Wii. Recopilación de Chaos Field, Radilgy, Karous, Illmatic Envelope/Ilvelo y Radirgy Noa. |
| Radirgy Noa Massive             | 2011                              | PC.                                                                                        |